# Eberardo Pavesi

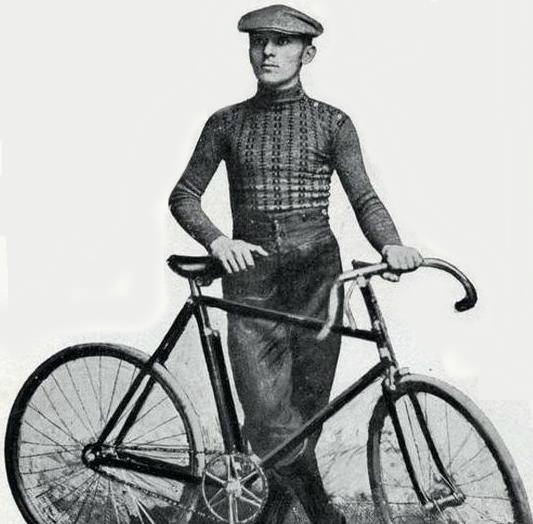
Eberardo Pavesi

Eberardo Pavesi (Colturano, provincia de Milán, 2 de noviembre de 1883 - 11 de noviembre de 1974) fue un ciclista italiano profesional de principios del siglo XX.
Destacan en su palmarés sus participaciones en el Giro de Italia, el cual logró vencer en 1912 como integrante del equipo Atala. En 1910 y 1913 también logró sendos segundos puestos. Además, totalizó cuatro triunfos de etapa, dos en 1910 y otros dos en 1913.

## Palmarés destacado
1905
- Roma-Nápoles-Roma

1909
- Giro d'Emilia

1910
- 3.º en el Campeonato de Italia en Ruta
- 2.º en el Giro de Italia, más 2 etapas

1912
- Giro de Italia como integrante del equipo Atala junto a Luigi Ganna (no terminó el Giro), Giovanni Micheletto y Carlo Galetti

1913
- 2.º en el Giro de Italia, más 2 etapas

## Resultados en las grandes vueltas
| Carrera         | 1905 | 1906 | 1907 | 1908 | 1909 | 1910 | 1911 | 1912 | 1913 | 1914 | 1915 | 1916 | 1917 | 1918 | 1919 |
| --------------- | ---- | ---- | ---- | ---- | ---- | ---- | ---- | ---- | ---- | ---- | ---- | ---- | ---- | ---- | ---- |
| Giro de Italia  | X    | X    | X    | X    | Ab.  | 2º   | 8º   | 1º   | 2º   | Ab.  | X    | X    | X    | X    | Ab.  |
| Tour de Francia | -    | -    | 6º   | -    | -    | -    | -    | -    | Ab.  | -    | X    | X    | X    | X    | -    |
| Vuelta a España | X    | X    | X    | X    | X    | X    | X    | X    | X    | X    | X    | X    | X    | X    | X    |